# Sehlem (Lamspringe)
Sehlem – dzielnica gminy Lamspringe w Niemczech, w kraju związkowym Dolna Saksonia, w powiecie Hildesheim. Do 31 października 2016 jako gmina wchodziła w skład gminy zbiorowej Lamspringe.  